# Thierstein (Fichtelgebirge)
Thierstein település Németországban, azon belül Bajorországban. Lakosainak száma 1082 fő (2023. december 31.). Thierstein Selb, Kaiserhammer Forst-Ost, Marktleuthen, Höchstädt im Fichtelgebirge és Thiersheim községekkel határos.

## Népesség
A település népessége az elmúlt években az alábbi módon változott:
| Lakosok száma | 1111 | 1212 | 1014 | 1232 | 1148 | 1161 | 1157 | 1154 | 1122 | 1082 |
|               | 1875 | 1950 | 1975 | 2010 | 2012 | 2013 | 2015 | 2017 | 2021 | 2023 |